# Brigitte-Diät
Die Brigitte-Diät ist ein Diätkonzept, das seit 1969 regelmäßig von der Frauenzeitschrift Brigitte veröffentlicht wird. Sie zählt zu den ältesten und bekanntesten Diätprogrammen in Deutschland.

## Prinzip
Die Ernährung nach Brigitte-Diät ist zusammengesetzt aus energiereduzierter Mischkost, welche man selbst zubereitet. Die Rezeptvorschläge werden in den Brigitte-Heften abgedruckt. Es gibt auch Brigitte-Diät-Kochbücher und Internetseiten. Dabei sind täglich drei Hauptmahlzeiten und bis zu zwei Zwischenmahlzeiten erlaubt. Es dürfen zwischen 1000 und 1500 Kilokalorien pro Tag zu sich genommen werden und maximal 40 Gramm Fett. Es gibt verschiedene Konzepte, so sind z. B. Rezepte für schnelle Menüs, Familienrezepte oder Menüs für Vegetarier vorhanden. Die Zutaten haben ein ausgewogenes Kohlenhydrat-, Eiweiß- und Fettverhältnis und sichern somit eine ausreichende Nährstoffzufuhr.
Hilfe bei der Umsetzung der Brigitte-Diät kann man vom kostenpflichtigen „Brigitte Diät Coach“ erhalten. Dessen Herzstück bildet ein automatisch generierter Ernährungsplan, welcher zum Abnehmziel passende Rezeptvorschläge aus der Brigitte-Diät unterbreitet. Auch das Anlegen und Einplanen eigener Rezepte sowie der Ausschluss allergener Lebensmittel sind möglich. Eine Nährstoff-, Obst- sowie Getränkebilanz, jeweils ergänzt durch ernährungswissenschaftliche Empfehlungen, sollen Schwachpunkte in den Ernährungsgewohnheiten aufzeigen.
Der Verlag kooperiert mit mehr als 1000 Betriebskantinen und Caterer, die kostenlos mit Infomaterialien und Rezepten versorgt werden. Traditionell werden die Gerichte der Brigitte-Diät am Jahresanfang (Neujahresvorsätze, Fastenzeit) in den teilnehmenden Kantinen serviert.

## Rezeption
Nach eigenen Angaben seien die Speisen eine ausgewogene, fettreduzierte und sättigende Diät, die von Ernährungsfachleuten und Ärzten anerkannt sei, berichtete im Jahr 2010 der Focus, der in seiner Übersicht nur namensgebende Diäten aufführte.

## Kritik
Die Kritik an der Brigitte-Diät folgt denselben Ansätzen wie für andere Diätprogramme (Jojo-Effekt). Zudem sei sie zeitaufwändig und deswegen für berufstätige Menschen nur schwer umzusetzen.